# Kopcie (Białoruś)
Kopcie (biał. Капці, Kapci; ros. Копти, Kopti) – wieś na Białorusi, w obwodzie grodzieńskim, w rejonie zdzięcielskim. W 2009 roku liczyła 29 mieszkańców.
W latach 1921-1926 znajdowała się w gminie Pacowszczyzna, w powiecie słonimskim, w województwie nowogródzkim następnie, w latach 1926-1929 miejscowość znajdowała się w gminie Kozłowszczyzna, po czym w latach 1929-1939 należała do gminy Kuryłowicze, przy czym gmina przez cały czasy należała do tego samego powiatu i województwa nowogródzkiego.